# Cratichneumon sanguineoplagiatus
Cratichneumon sanguineoplagiatus är en stekelart som först beskrevs av Cameron 1904.  Cratichneumon sanguineoplagiatus ingår i släktet Cratichneumon och familjen brokparasitsteklar. Inga underarter finns listade i Catalogue of Life.